# 鷹爪功
鷹爪功是一種中國武術。中國武術中以鷹爪為名的門派不止一個，主要有南北之分。南派多為以拇、食、中三指，北鷹爪多為四指並起而拇指彎曲。
由於20世紀初北鷹爪中曾任教上海及香港精武體育會的「鷹爪王」禿鷹豐及劉法孟活躍於武術界，故其「鷹爪翻子門」較為人熟悉。

## 鷹爪翻子門
據其門人所言該門武術源自南宋抗金名將岳飛之鷹爪連拳，後來清朝之翻子門高手麗泉僧將其所學與鷹爪拳合而為一，合稱「鷹爪翻子門」。

## 內容
鷹爪翻子門內容極為繁多：
拳術：八步連環拳、少林捶、四六拳、五虎拳、太祖拳、八步捶、大綿掌、小綿掌、大雄拳、六合拳、小雄拳、五花豹、大八面、小八面、雁行拳、前溜勢、羅漢拳、梅花拳、醉六躺、行拳十路、連拳五十路。
兵器：齊眉棍、奇門棍、梅花單刀、連環單刀、六合單刀、五侯單刀、雪片雙刀、梅花雙刀、地躺雙刀、大連環劍、小連環劍、春秋大刀、四門大刀、梅花槍、羅漢槍、六合槍、連環槍、六合大槍

## 外部連結
- 劉莉莉國際鷹爪國術總會（页面存档备份，存于）
- Lily Lau Eagle Claw Martial Arts Association International（页面存档备份，存于）
- 鹰爪翻子门（页面存档备份，存于）